# Tenshin Shoden Katori Shinto Ryu
Tenshin Shōden Katori Shintō-ryū (天真正伝香取神道流) is een van de oudste nog bestaande krijgskunsten in Japan en is onderdeel van de koryū bujutsu. De Tenshin Shōden Katori Shintō-ryū werd gesticht door Iizasa Ienao, geboren in 1387 in het dorp Iizasa (tegenwoordig Tako, Chiba), die toentertijd dicht bij de Katori-schrijn woonde (Sawara , prefectuur Chiba). Volgens de ryū zelf is zij gesticht in 1447, al is volgens historici 1480 accurater (Watatani 1967).
Iizasa Ienao (飯篠長威斎家直, Iizasa Chōi-sai Ienao) was een gerespecteerde speer- en zwaardvechter wiens daimyō was afgezet, wat hem ertoe aanzette zijn huis te verlaten om in eenzaamheid zuiveringsceremonies uit te voeren en krijgskunst te beoefenen. Volgens de legende verscheen in een droom de godheid aan wie de Katori-schrijn was gewijd (Futsunushi no Mikoto) in de gedaante van een jonge man, gezeten op een tak van een oude boom vlak bij de plaats waar Ienaoko dagelijks zijn oefeningen deed. Het visioen wenkte Ienaoko naderbij en overhandigde hem een rol, de Mokuroku Heiho Shinsho, met de woorden: "Choisai.......... jij zult de leermeester worden van alle grote zwaardvechters onder de zon". Na die woorden sprong de jonge man uit de boom en verdween. Toen Ienaoko wakker werd hield hij de rol tegen de borst geklemd. De Mokuroku bevatte de door goddelijke handen beschreven martiale technieken en strategie. Ienao stierf in 1488, op 102-jarige leeftijd.
Het huidige hoofd van de school is Iizasa Yasusada (飯篠修理亮快貞, Iizasa Shūri-no-suke Yasusada). Hoewel hoofdinstructeur (shihan) Otake Risuke (Narita , Chiba) zijn oudste zoon heeft aangeduid tot zijn opvolger, werd Kyoso Shigetoshi de officiële shihan. Daardoor is de school nog verder opgesplitst (naast de Noda-lijn, de Sugino-lijn, de Hatakeyama-lijn, en de Sugawara-lijn, is er nu ook naast de Kyoso-lijn, de Shinbukan-lijn)
Tenshin Shōden Katori Shintō-ryū is de brontraditie van vele Japanse krijgskunsten, en kreeg als zodanig de aanduiding van Cultureel Erfgoed in de Prefectuur Chiba. De ryū heeft zich nooit gelieerd met één huis of factie, wat er ook voor werd geboden. Hierdoor heeft de school steeds haar onafhankelijkheid en integriteit behouden.
In Nederland zijn twee Shidosha (leraars) Marcel Breedveld, menkyo kyoshi (Amsterdam) en Remco Kant, menkyo kyoshi (Den Haag), Stephen Snelders, menkyo mokuroku (Amsterdam), Henk Arnold (Arnhem) en Matthijs van der Zanden (Venlo) geven les in de oude Sugino-stijl. Hugo Chauveau, menkyo kyoshi (Antwerpen) werd door Otake sensei aangesteld tot Shidosha voor België. Edgar Kruyning, mokuroku chuden van de Hatakeyama lijn, geeft les in Ede (NL).
Phillipe Banai van de Sugino lijn geeft les in Brussel.

## Curriculum
De leer van de Tenshin Shoden Katori Shinto Ryu wordt beschreven in de Mokuroku Heiho no Shinsho en omvat de technieken van het hanteren van de wapens, de techniek van aanval en verdediging bij gelijke en bij ongelijke wapens, de leer van strategie en de filosofie van de school. Voor zover het de wapentechnieken betreft bestaat het curriculum van de Katori Shinto Ryu uit de volgende onderdelen:
- Tachi-jutsu (zwaardschermen), waaronder ook:
  - Ryoto - Schermen met twee zwaarden
  - Gokui no kodachi - Het korte zwaard
- Iai-jutsu (trekken van het zwaard en toeslaan)
- Bo-jutsu (vechttechnieken met de lange stok)
- Naginata-jutsu (vechttechnieken met de hellebaard)
- So-jutsu (vechttechnieken met de speer)
- Shuriken-jutsu (werpmestechnieken)
- Jiujitsu (het vechten zonder wapens, worsteltechnieken)